# Il grillo del focolare

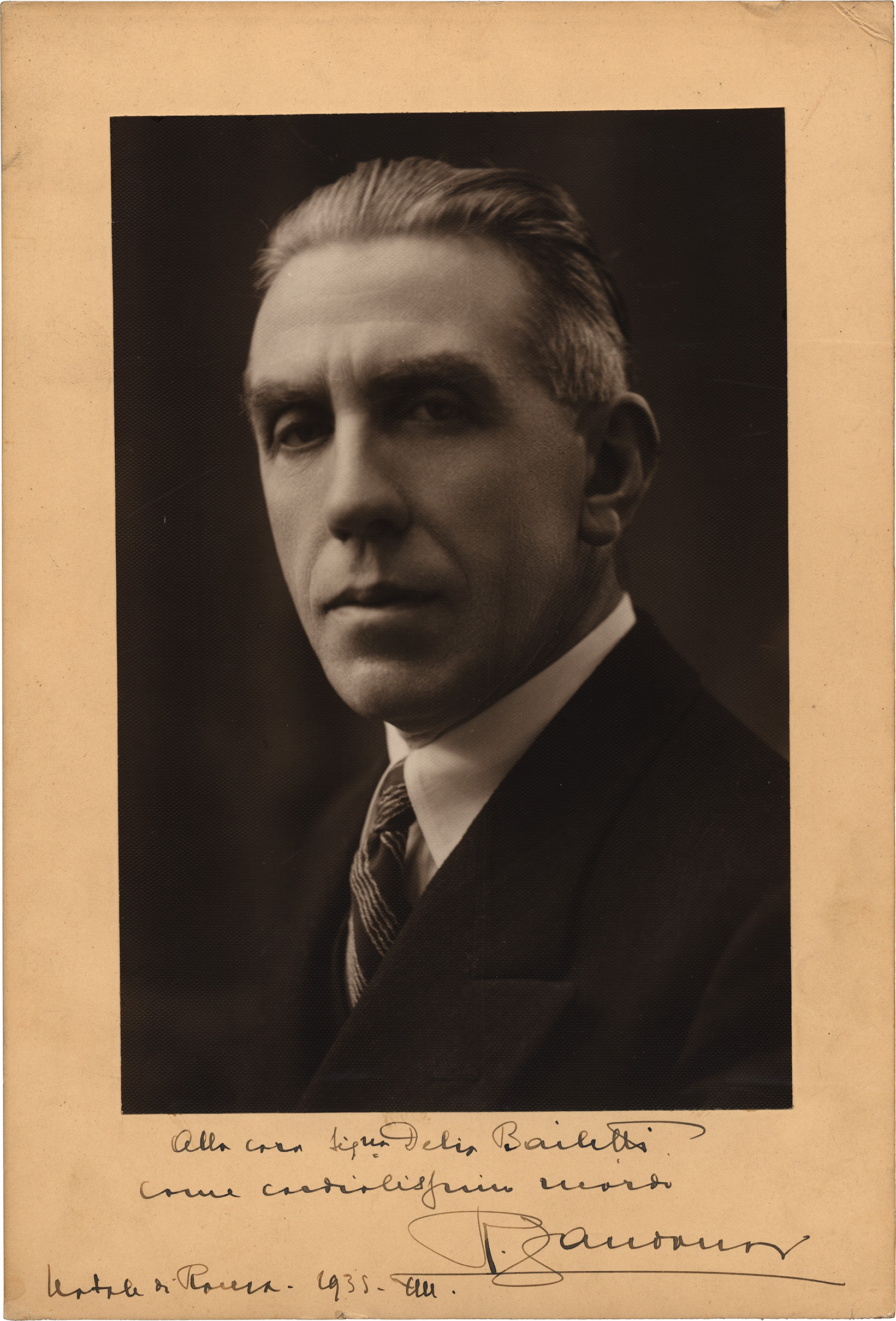
Riccardo Zandonai

Il grillo del focolare är en opera i tre akter med musik av Riccardo Zandonai och ett libretto av Cesare Hanau efter Charles Dickens novell The Cricket on the Hearth. Den hade premiär den 28 november 1908 på Teatro Politeama Chiarella i Turin.

## Historia
Dickens populära novell låg som bas för flera operor, däribland Giuseppe Gallignanis  Il grillo del focolare som hade premiär i Genua 1873, Karl Goldmarks Das Heimchen am Herd (libretto av A. M. Willner) som hade premiär i Berlin (1896) och New York (1910), och en version av den engelske kompositören Alexander Mackenzie (ordförande i Royal Academy of Music) som tonsatte ett libretto av Julian Sturgis 1900. Alla dessa föregick Zandonais tonsättning, vilket hjälpte honom att bli uppmärksammad av förläggaren Giulio Ricordi. Efter succén i Turin gavs operan med framgång i Nice och Genua. Den har stundtals uppförts i Europa under förra seklet och en liveföreställning med Orchestra filarmonica "G. Rossini" di Pesaro dirigerad av Ottavio Ziino sändes i RAI 1986 och gjordes tillgänglig på DVD av House of Opera. Premiären i USA gavs i en konsertant version av Teatro Grattacielo i oktober 2017, dirigerad av Israel Gursky.

## Personer
| Roller                                                        | Röststämma  | Premiärbesättning 28 november 1908 (Dirigent: Pietro Cimini) |
| ------------------------------------------------------------- | ----------- | ------------------------------------------------------------ |
| John Peerybingle, en bärare                                   | baryton     | Edmondo Grandini                                             |
| Dot, hans fru                                                 | sopran      | Albertina Baldi                                              |
| Caleb Plummer, en fattig leksaksmakare anställd hos Tackleton | baryton     | Francesco Federici                                           |
| Bertha Plummer, hans blinda dotter                            | mezzosopran | Bice Lucchini                                                |
| Edward Plummer, hennes broder (son till Caleb)                | tenor       | Angelo Pintucci                                              |
| May Fielding, Edwards fästmö                                  | sopran      | Ernestina Bertinetti                                         |
| Tackleton, en leksaksmakare                                   | bas         | Ugo Cannetti                                                 |
| Kör                                                           |             |                                                              |